# Punk Goes Pop 3
Punk Goes Pop 3 è una compilation della serie Punk Goes..., creata e pubblicata dalla Fearless Records, la terza a contenere cover di canzoni pop e la decima in tutto, pubblicata il 2 novembre 2010.

## Tracce
1. Breathe Carolina – Down – 3:43 (Jay Sean featuring Lil Wayne)
2. Woe, Is Me – Hot n Cold – 3:07 (Katy Perry)
3. Artist vs. Poet – Bad Romance – 4:54 (Lady Gaga)
4. Mayday Parade – In My Head – 3:41 (Jason Derulo)
5. Asking Alexandria – Right Now (Na Na Na) – 4:20 (Akon)
6. This Century – Paper Planes – 3:23 (M.I.A.)
7. The Word Alive – Heartless – 3:59 (Kanye West)
8. Family Force 5 – Bulletproof – 3:29 (La Roux)
9. Of Mice & Men – Blame It – 4:03 (Jamie Foxx featuring T-Pain)
10. Miss May I – Run This Town – 3:49 (Jay-Z featuring Rihanna and Kanye West)
11. The Ready Set – Airplanes – 2:37 (B.o.B featuring Hayley Williams of Paramore)
12. Cute Is What We Aim For – Dead and Gone – 4:54 (T.I. featuring Justin Timberlake)
13. Sparks the Rescue – Need You Now – 3:33 (Lady Antebellum)
14. We Came as Romans – My Love – 3:52 (Justin Timberlake featuring T.I.)

CD bonus
1. The Word Alive – Epiphany – Fearless Records
2. Attack Attack! – Smokahontas – Rise Records
3. Amely – Come Back to Me – Fearless Records
4. Emarosa – We Are Life – Rise Records
5. Motionless in White – Creatures – Fearless Records
6. My Ticket Home – Surroundings – Rise Records
7. For All Those Sleeping – I'm Not Dead Yet – Fearless Records
8. Scarlett O'Hara – Lost in Existence – Rise Records
9. Go Radio – Letters and Love Notes – Fearless Records
10. Ten After Two – Behind Locked Doors – Rise Records